# 台湾第四原子力発電所
台湾第四原子力発電所（たいわんだいよんげんしりょくはつでんしょ、正体字: 第四核能發電廠）とは台湾（中華民国）新北市貢寮区にある台湾電力が運営する原子力発電所である。正式名称は龍門（ルンメン）発電所だが、台湾では一般に核四（ハースー hé sì）と呼ばれる。

## 概略
開発独裁による経済成長に伴い、台湾で4番目の原発として計画された北部の原子力発電所である。直接の受注元はゼネラル・エレクトリックであるが、1号機原子炉が日立製作所、2号機原子炉が東芝、各発電機が三菱重工業による日本からの輸出原発である。住民の反対や工事上のトラブルにより、建設は滞っている。当初の計画では1号機は2006年、2号機は2007年の営業運転開始が予定されていた。
馬英九政権下、民国100年となる2011年に「建国100年行事」として運転開始を目指していたが、1号機中央制御室火災により延期された。
2012年3月30日には「台湾電力が、相次ぐ工事上のトラブルの自力解決を断念、日立製作所など日米の原発関連企業に全面支援を求めている」と報道された。
2013年2月25日には、江宜樺行政院長により台湾全住民による住民投票で建設の是非を問う方針が明らかにされた。台湾で「公民投票」と呼ばれるこの住民投票は全有権者の過半数以上が参加し、その過半数が賛成することで成立する。
この「公民投票」を前に2013年3月9日には台北をはじめ各地で大規模なデモが行われ、主催者発表で計10万人超（警察発表計約6万6400人）が参加した。このデモはモデルで女優のリン・チーリン（林志玲）らが呼びかけ、俳優のイーサン・ルアン（阮經天）、チャン・チェン（張震）、ティファニー・シュー（許瑋甯）、伊能静や映画監督のニウ・チェンザー（鈕承澤）、ウー・ニエンジェン（呉念真）らも参加した。
2014年4月27日に、馬英九総統は1号機の稼働凍結と2号機の工事停止を表明したが、28日の会見で江宜樺行政院長は「第4原発の封鎖や工事中止の方針は、原発のプロジェクト中止や廃棄を意味するものではない」と述べた。2015年7月1日に、正式に建設が凍結された。台湾電力は凍結期間を3年、計34億台湾元（約135億円）をかけて機器を維持する予定としたが、建設中止を求める市民団体はこれを「無駄遣い」と批判した。
2015年9月、建設契約を請け負っているゼネラル・エレクトリックは、台湾電力に実施済み作業分の支払を求めて、国際商業会議所香港支部で国際仲裁裁判所の調停を申し入れた。
政権交代した蔡英文総統は、民進党の党是である「脱原発」を鮮明にしており、2025年までに原子力発電全廃を目指す脱原発法を2017年1月11日に成立させた。
| 原子炉 | 種類                        | 出力(MW) | 出力(MW) | 起工日         | 臨界開始日 | 商業発電開始日 |
| 原子炉 | 種類                        | ネット値 | グロス値 | 起工日         | 臨界開始日 | 商業発電開始日 |
| ------ | --------------------------- | -------- | -------- | -------------- | ---------- | -------------- |
| 1号炉  | 改良型沸騰水型軽水炉 (ABWR) | 1300     | 1350     | 1999年03月31日 | N/A        | N/A            |
| 2号炉  | 改良型沸騰水型軽水炉 (ABWR) | 1300     | 1350     | 1999年08月30日 | N/A        | N/A            |

## 問題とされる点
反対派の主張として、以下のようなものがある。
- 台湾は日本と同様に地震多発地帯であること[11][12]、民家や町がごく近くにあること、建設中に何度も中断しており部品の腐食などが見られることなどから、その安全性を危惧する声がある。
- また、戒厳令下住民への説明なく建設地が決定されたことや、その後地元の住民投票で圧倒的な反対が投じられたことから、人権問題としても問題視されている[13]。
- さらに、日本から台湾に原子炉が輸送されており事実上、日本からの原発輸出であるが、日本と台湾は国交がなく直接輸出することはできない。このため、米国を「抜け道」として不適切に経由したとの指摘がある[14]。
- その他、100万キロワットで建設許可が出された後、135万キロワットのABWRに変更されたが、影響調査は再度行われておらず、国内法に抵触するとの指摘がある。
- なお立地現地の澳底は、下関条約で割譲された台湾に最初に日本軍が上陸した地点であり、その地に建つ第四原発は地元の住民から「第二の侵略」と呼ばれている[13]。

## 第四原発をめぐる台湾の歴史年表
日本から輸出された台湾第四原子力発電所とその歴史的経緯を示す事項を含んだ台湾の年表。
| 時期          | 事項 |
| ------------- | --- |
| 1946年5月     | 台湾電力公司設立 |
| 1966年        | 貢寮で原発建設が計画されたが地元の反対、道路が未開設などのため中断 |
| 1977年        | 台湾電力公司、政府経済部（日本の経済産業省）監督下の政府出資株式会社となる |
| 1979年        | 台湾NPT、IAEAから脱退 |
| 1980年5月     | 台湾電力が貢寮を台湾第四原発予定地に選定 |
| 1982年        | 台湾第四原発の用地が強制収用され、230戸が強制転居 |
| 1985年        | 張国龍教授らが貢寮住民に原発の危険性を広める |
| 1987年        | 立法院が予算委員会の審査通過を条件として第四原発の予算を凍結 |
| 1988年        | 台湾環境保護連盟が30数個の団体からなる反核連合会を結成 原子力研究所副所長が米国へ亡命。原爆製造のためにプルトニウム抽出を試みていたことが発覚 |
| 1988年3月     | 台湾電力が住民説明会開催。翌日貢寮住民が第四原発を受け入れたと報じられる。これに対し貢寮住民が予定地前でカレンダーを燃やすなど抗議行動。 |
| 1988年3月     | 塩寮反核自救会結成。1500人が参加し現地でデモ行進 |
| 1989年4月     | 50を超える環境保護団体5千人がデモ。経済部に抗議 |
| 1990年3月     | 李登輝総統再任 |
| 1991年5月     | 2万人デモ実施。総統府、行政院に陳情。 |
| 1991年9月     | 原子力委員会が反対する委員に知らせず秘密裏に審査を通過させたことに抗議し、塩寮反核自救会が予定地で抗議行動、長期化する。 |
| 1991年10月    | 自救会会長が警官に殴られたことにより衝突。警官1名死亡。17名が逮捕される1003事件発生。 |
| 1993年3月     | 立法院に反核の請願を行う |
| 1993年4月     | 汚染マンションの住人が癌・白血病などの健康被害について告訴し勝利 |
| 1993年6月     | 立法院の委員会が票決実施を表明。千人が座り込み活動。数百人が立法院に進入し衝突。 |
| 1993年7月     | 76対57で8年分の予算案通過。澳底では漁船による抗議行動などが実施。 |
| 1994年5月     | 貢寮郷（当時）で第四原発の是非について投票実施。反対が96%以上。2万人デモ台北で実施。台北県の投票では88%が反対、隣の宜蘭県では64%が反対。 |
| 1994年6月     | 台北県（当時）の委員を罷免する活動を実施。立法院で予算が通過。建設に必要な予算がこれで通過。 |
| 1994年7月     | 後に民進党党首となる林義雄が国民投票実施を訴えてハンガーストライキ |
| 1994年9月     | 林義雄により「核四公投・千里苦行」開始 |
| 1995年5月     | 自救会、台湾環境保護連盟、学生など500名以上が予定地前に泊まり込み抗議。「反核大露営」 |
| 1995年9月     | 第3回ノーニュークス・アジア・フォーラム (NNAF) が台湾で開催。3万人の国際デモ実施。 |
| 1996年5月     | 民進党の議員が提出した原発廃止法案が立法院を通過 |
| 1996年10月    | 国民党が上記法案を否決する案を提出したことに抗議。第四原発入り口で24時間にわたって警官隊と対峙後、強制撤去を受ける。 4日後無記名投票により国民党の案が成立。                                                                                               |
| 1997年3月     | 日本から第四原発の原発部品が出荷。日本製品のボイコット活動開始 |
| 1997年6月     | 通産省が「原発の安全性確保についての一次的責任は運転国にあることをロンドン条約は定めている」と明言（台湾はロンドン条約に批准していない）。 |
| 1997年9月     | 原発部品が到着。100隻以上の漁船が海上デモ、原発模型を焼くなどの抗議行動実施 |
| 1997年11月    | 敷地内に先住民ケタガラン族の遺跡があると記者会見 |
| 1998年1月     | 米国からの「口上書」を日本が受領。台湾が核兵器に転用しないことなどを保障できるとした |
| 1998年10月    | 漁業補償問題について台湾電力に抗議 |
| 1998年        | 台湾電力が「初期安全分析報告」提出 |
| 1999年1月     | 核施設安全諮問委員会が「初期安全分析報告」を承認 |
| 1999年3月     | 学生により監察院でハンガーストライキ 原発建設現場付近の漁業権が強制的に取消 原子力委員会が建設許可を出す |
| 1999年4月     | 100万KWから135.6万KWへ計画変更されたのに環境影響調査をやり直さなかったことに関して監察院が原子力委員会、環境庁を批判 台北県が台湾電力に対し建設土の汚染を指摘、2年間の工事停止を命じた台湾電力は逆に台北県を行政訴訟。台北県は台湾電力の役員を検察署に告訴 |
| 2000年5月     | 総統就任と非核国家を祝うデモ実施 |
| 2000年10月    | 再検討委員会の協議結果を受け、行政院が工事中止を表明 |
| 2000年11月    | 住民・市民グループが工事中止を支持するデモを実施 |
| 2001年2月     | 行政院工事再開を表明。住民・市民グループが国民投票を求めるデモ実施 |
| 2002年9月     | 第10回NNAF 台湾で開催。開会あいさつを林義雄が行う。 「核四公投・千里苦行」第三波開始。9ヶ月をかけて台湾全土を回る |
| 2003年2月     | 福隆の海岸の砂が第四原発の建設工事により失われているとして抗議の会見 |
| 2003年6月     | 住民・環境保護団体の抗議の中、日本から輸出された1号機の炉心が上陸 |
| 2004年7月     | 日本から輸出された二号機の炉心が上陸。埠頭において抗議行動 |
| 2005年6月     | 第11回NNAF 台湾で開催。 |
| 2010年3月     | 1号機中央制御室で火災。ほぼ全焼 |
| 2010年9月     | 第13回NNAF 台湾で開催 |
| 2013年2月25日 | 江宜樺行政院長により台湾全住民による住民投票で建設の是非を問う方針が表明。実施予定は8月 |
| 2013年3月9日  | 大規模デモ「309全國廢核遊行」が実施 |
| 2014年4月27日 | 反対運動が高揚する中、馬英九総統は1号機の稼働凍結と2号機の工事停止を表明 |